# Hargitai Bea
Hargitai Bea Andrea, férjezett nevén Bea Stogel (Szeged, 1983. április 25. –) magyar modell, playmate, influenszer és televíziós személyiség. a Smilepoint fogfehérítő üzlet tulajdonosa.

## Élete
1993-ban a családja Budapestre költözött. 16 évesen, 1999-ben kezdett modellkedni, és alig egy év után valóra vált gyermekkori álma: a Playboy címlapfotózása. 2000-ben elkészült első portfóliója Emmer László segítségével. 2001-ben Magyarország legfiatalabb playmate-je volt (Nánási Pál fotóival). 2002-től jelennek meg képei a Playboyban magyar és amerikai kiadásban egyaránt.
2008-ban kolumbiai utazásáról készült egy műsor a TV2-n.
Férje David Stogel, akivel 2014-ben házasodtak össze, egy közös gyermekük született 2015-ben, Jason.
Gyakori vendége a #Bochkor (2017–) szórakoztató talk-show-nak.
2020-ban részt vett az RTL Klub Álarcos énekes című műsorában, az Alien jelmezében rejtőzött, a 2. adásban lepleződött le. Majd a műsor 2. évadában nyomozó volt.

## Filmográfiája
| Év         | Műsor                                     | Szerepkör          | Csatorna | Megjegyzés                                                        | Forr.  |
| ---------- | ----------------------------------------- | ------------------ | -------- | ----------------------------------------------------------------- | ------ |
| 2004–2011  | RTL Híradó                                | szereplő           | RTL Klub | 26 epizód                                                         | [ 7 ]  |
| 2013; 2020 | Fókusz                                    | szereplő           | RTL Klub | 4 epizód                                                          | [ 7 ]  |
| 2007       | Esti Showder                              | szereplő           | RTL Klub | Vendég; Epizód: „Címlaplányok show-ja”                            | [ 8 ]  |
| 2007       | Kész Átverés Show                         | szereplő           | RTL Klub | Vendég; Epizód: „2007-10-18”                                      | [ 8 ]  |
| 2008       | Senorita Szöszi                           | szereplő           | TV2      | Fő; 5 epizód                                                      | [ 10 ] |
| 2013–2014  | Hal a tortán                              | versenyző          | TV2      | Visszatérő                                                        | [ 11 ] |
| 2013       | Másképpen - beszélgetések Joshi Bharattal | szereplő           | FEM3     | Vendég; Epizód: „2013-11-18”                                      | [ 11 ] |
| 2014–2016  | Aktív                                     | szereplő           | TV2      | Vendég; 13 epizód                                                 | [ 11 ] |
| 2014–2017  | NaNee!                                    | szereplő           | SuperTV2 | Vendég; 3 epizód                                                  | [ 11 ] |
| 2015–2016  | Mokka                                     | szereplő           | TV2      | Vendég; 4 epizód                                                  | [ 11 ] |
| 2015–2019  | FEM3 Café                                 | szereplő           | FEM3     | Vendég; 3 epizód                                                  | [ 11 ] |
| 2016       | Babavilág                                 | szereplő           | TV2      | Vendég; 2 epizód                                                  | [ 11 ] |
| 2016       | Red Carpet - Sztárok testközelben         | szereplő           | TV2      | Vendég; Epizód: „2016-07-06”                                      | [ 11 ] |
| 2016       | Ezek megőrültek!                          | játékos            | TV2      | Katus Attilával és Pápai Jocival egy csapatban                    | [ 11 ] |
| 2017–jelen | #Bochkor                                  | szereplő           | ATV      | Rendszeres vendég; 19 epizód                                      | [ 12 ] |
| 2017       | Észbontók                                 | játékos            | Viasat 3 | Dobó Ágival egy oldalon; 7 epizód                                 | [ 13 ] |
| 2018       | Sztárok és Párok                          | játékos            | TV2      | Katus Attilával együtt                                            | [ 14 ] |
| 2018       | Pénzt vagy éveket!                        | játékos            | TV2      | Sári Évivel együtt                                                | [ 15 ] |
| 2020       | Lélekközösség Peller Mariannal            | szereplő           | LifeTV   | Vendég; Epizód: „Balázs Andi és Hargitai Bea”                     | [ 16 ] |
| 2020       | Álarcos énekes                            | versenyző (Alien)  | RTL Klub | Epizód: 2. epizód                                                 |        |
| 2020       | Fókusz – Ki van a maszk mögött?           | szereplő           | RTL Klub | 15 epizód                                                         | [ 7 ]  |
| 2020       | Reggeli                                   | szereplő           | RTL Klub | Vendég; 2 epizód                                                  | [ 7 ]  |
| 2020       | Álarcos énekes                            | zsűritag (nyomozó) | RTL Klub | 14 epizód                                                         |        |
| 2020       | Álarc mögött                              | műsorvezető        | RTL Most | Csobot Adéllal vezette; 14 epizód; Az Álarcos énekes háttérműsora |        |
| 2021       | Ébredj velünk                             | szereplő           | LifeTV   | Vendég; Epizód: „2021-04-30”                                      |        |
| 2023       | Mutasd a hangod!                          | zsűritag           | TV2      |                                                                   |        |